# Hermann-Neuberger-Stadion
Le Hermann-Neuberger-Stadion est un stade omnisports allemand (servant principalement pour le football) situé dans la ville de Völklingen, dans la Sarre.
Le stade, doté de 8 400 places et inauguré en 1930, sert d'enceinte à domicile à l'équipe de football du SV Röchling Völklingen 06.
Le stade porte le nom de Hermann Neuberger, le 7e Président de la DFB, de 1975 à 1992. Natif de Völklingen, il est considéré comme un des « pères de la Bundelisga »

## Histoire
Le stade ouvre ses portes en 1930.
En 1955 est ajoutée la piste d'athlétisme actuelle.
En 1974, la capacité d'accueil du stade est augmentée à 16 000 places.
Le record d'affluence au stade est de 16 380 spectateurs lors d'un match nul 0-0 entre les locaux du Röchling Völklingen et du FC Sarrebruck le 26 octobre 1975.
En 1994, le stade change de nom en hommage à Hermann Neuberger, dirigeant allemand de football et enfant de la ville.
En 2007, à la suite d'une énième rénovation du stade, la capacité d'accueil est réduite à 12 000 places (dont 600 places assises).
Entre février 2016 et l'été 2018, le stade devient le nouvel antre à domicile du club de la ville voisine du FC Sarrebruck en attendant la rénovation du Ludwigspark.
Le 5 mars 2016, le FC Sarrebruck dispute son premier match au stade, avec à la clé une victoire 1-0 contre le FK Pirmasens.